# Lothar Richter
Lothar Richter (Chemnitz, 9 giugno 1912 – 20 novembre 2001) è stato un calciatore tedesco, di ruolo difensore.